# Brooklyn-Insel
Die Brooklyn-Insel (französisch Île Brooklyn) ist eine 4 km lange und 2,5 km breite Insel vor der Danco-Küste des Grahamlands im Norden der Antarktischen Halbinsel. Sie liegt 1,8 km südöstlich der Nansen-Insel im östlichen Abschnitt der Wilhelmina Bay. Vom Festland ist sie durch die Plata-Passage getrennt.
Teilnehmer der Belgica-Expedition (1897–1899) des belgischen Polarforschers Adrien de Gerlache de Gomery entdeckten die Insel. Dieser benannte sie nach dem New Yorker Stadtteil Brooklyn, Wohnort des US-amerikanischen Expeditionsarztes Frederick Cook (1865–1940).